# Witosława Frankowska
Wiesława Witosława Frankowska (ur. 12 sierpnia 1962 w Wejherowie) – polska etnomuzykolog, kompozytorka, kameralistka, pracownik naukowy Akademii Muzycznej im. Stanisława Moniuszki w Gdańsku.

## Życiorys

### Rodzina
Urodziła się w rodzinie o zakorzenionych tradycjach regionalnych. Jest wnuczką poety, kompozytora i leksykografa Jana Trepczyka. Jej rodzicami byli Zofia i Edmund (1934–2022). Matka kompozytorki była nauczycielką śpiewu i dyrygentką chóru Towarzystwa Śpiewaczego im. Jana Trepczyka w Wejherowie. Ojciec, dokumentalista kaszubski, muzeolog, bibliofil, edytor i fotografik był współtwórcą Muzeum Piśmiennictwa i Muzyki Kaszubsko-Pomorskiej w Wejherowie. W. Frankowska ma siostrę Janinę i brata Radosława. Jest matką trojga dzieci: Jana, Zofii i Jerzego.

### Dzieciństwo i młodość
W dzieciństwie uczęszczała do klasy fortepianu w Szkole Muzycznej I st. w Wejherowie. Ukończyła z wyróżnieniem Liceum Muzyczne im. F. Nowowiejskiego w Gdańsku. Następnie odbyła studia z wyróżnieniem na Wydziale Teorii i Kompozycji Akademii Muzycznej w Gdańsku (1987). Jej praca magisterska „Rękopisy Johanna Jeremiasa du Graina w zbiorach Gdańskiej Biblioteki PAN” napisana pod kierunkiem prof. Pawła Podejki zdobyła w 1989 roku III nagrodę w Ogólnopolskim Konkursie Prac Magisterskich Uczelni Muzycznych. Podczas studiów W. Frankowska skupiła się na muzyce dawnej. Zainteresowała się realizacją „basso continuo” na klawesynie i organach. Związana była z zespołem Cappella Gedanensis, gdzie w latach 1982–1992 pracowała jako muzyk kameralista. W latach 1992–1994 uczestniczyła w kursach prowadzonych przez klawesynistów: Monikę Raczyńską, Liliannę Stawarz i Nicolasa Parle’a, organizowanych w ramach Międzynarodowej Letniej Akademii Muzyki Dawnej w Wilanowie i Bad Lauchstädt.

### Działalność naukowa i kulturalna
Od 1993 roku zatrudniona jest na Wydziale Wokalno-Aktorskim Akademii Muzycznej w Gdańsku. W 2013 uzyskała stopień naukowy doktora nauk humanistycznych na podstawie dysertacji „Kolędowanie na Kaszubach” napisanej pod kierunkiem Zbigniewa J. Przerembskiego. W 2018 została na Akademii Muzycznej im. Grażyny i Kiejstuta Bacewiczów w Łodzi doktorem habilitowanym sztuk muzycznych w dziedzinie instrumentalistyki w oparciu o pracę „Płyta NAVIGARE”. W 2023 podniesiono ją do godności profesora sztuki. Muzykolożka uzyskała doświadczenie jako realizator „basso continuo”, koncertując w wielu krajach Europy i w Stanach Zjednoczonych. W. Frankowska podjęła współpracę z Polską Filharmonią Kameralną, Polskim Chórem Kameralnym, Orkiestrą Kameralną Progress, Elbląską Orkiestrą Kameralną, Orkiestrą Trybunału Koronnego w Lublinie, Polską Filharmonią Bałtycką, grupą muzyczną Arte dei Suonatori, zespołem Ars Nova i Goldberg Baroque Ensemble. Angażowała się w przygotowanie szeregu oper barokowych, oratoriów, mszy, pasji i kantat w Polsce i za granicą.
Jako kompozytorka tworzy głównie utwory o charakterze regionalnym. W 2015 roku wydała razem z Aleksandrą Kucharską-Szefler dwupłytowy album „Kaszuby w pieśni artystycznej”, stanowiący dokumentację dziejów inspiracji muzyką pomorską w liryce wokalnej. Podjęła się popularyzacji muzyki kaszubskiej poprzez organizowanie od 2002 roku cyklu koncertów „Spotkania z muzyką Kaszub” w Muzeum Piśmiennictwa i Muzyki Kaszubsko-Pomorskiej w Wejherowie, prezentujących dziedzictwo liryki wokalnej, zarówno ludowej, jak i autorskiej. Dokonała licznych nagrań dla radia i telewizji. W swoim dorobku ma wydanie płyt obejmujących muzykę regionalną („Mòrze” 2004, „Ptôszkòwie na lëpie” 2006, „Gdze mòja chëcz” 2006, „Kaszuby w pieśni artystycznej”, 2015) oraz muzykę dawną („TACET’s Four Seasons” 2008, „Navigare” 2018). Opublikowała szereg artykułów naukowych poświęconych muzyce kaszubskiej.
W 2006 roku klub studencki Pomorania uhonorował Witosławę Frankowską Medalem Stolema. W 2014 i 2022 otrzymała Nagrodę Remusa. Wielokrotnie wyróżniana była nagrodą rektora Akademii Muzycznej w Gdańsku.
Od 2013 roku W. Frankowska jest członkinią Instytutu Kaszubskiego. Należy także do Komisji Kaszubskiej przy Stacji Naukowej Polskiej Akademii Umiejętności w Gdańsku. W 2021 roku została powołana do Rady Akademii Muzycznej im. Stanisława Moniuszki w Gdańsku.

## Wybrane publikacje
- Kolędowanie na Kaszubach[18];
- Spotkania z muzyką Kaszub[19];
- Méster Jan (1907-1989)[20]
- Marión Selin. Piesniôrz rëbacczégò żëwòta[21];
- Muzyka Kaszub. Materiały encyklopedyczne[22]
- Gniazdo gryfa. Słownik kaszubskich symboli, pamięci i tradycji kultury[23]